# Infinite Visions
Infinite Visions  (рус. «Бесконечные Видения») — концертный DVD финской пауэр-метал-группы Stratovarius, вышедший в 2000 году.
Фактически Infinite Visions не альбом, а сборник домашних видеозаписей, сделанных группой с 1988 по 2000 год. Диск иллюстрирует изменения в группе на протяжении 12 лет, начиная с альбома Fright Night и до Infinite. Диск содержит съёмки, сделанные во время концертов и туров, за кулисами выступлений, запись альбомов Episode и Infinite и многое другое. Также на диске находится 30-секундную запись выступления группы Sonata Arctica, исполняющей вживую кавер на песню «Black Diamond». Диск содержит более двух часов домашних видеозаписей и шесть видеоклипов в конце.

## Содержание
1. Приветствие от Тимо Толкки и Тимо Котипелто
2. Пролог
3. «Fright Night» (концерт в «Giants of Rock», Финляндия, 1988)
4. «Out Of The Shadows» (концерт в «Shadow Club», Финляндия, 1994)
5. «Infinite» (часть 1)
6. «Distant Skies» (концерт в «Tavastia Club», Финляндия, 1995)
7. Запись альбома «Episode»
8. «Speed Of Light» (концерт в Oulu, Финляндия, 1996)
9. «Infinite» (часть 2)
10. Турне по Японии 1996 г.
11. «We Hold The Key» (концерт в Токио, Япония, 1996)
12. «Forever Free» (концерт в Гамбурге, Германия, 1997)
13. Турне «Visions Of Europe» 1997 г.
14. «Visions» (концерт в Lappajärvi, Финляндия, 1997)
15. «Infinite» (часть 3)
16. Турне по Японии 1998 г. «Paradise» (концерт в Токио)
17. Турне «Destiny» 1999
18. «4000 Rainy Nights» (концерт на фестивале Menor, Испания, 1999)
19. Турне по Южной Америке 1999 г.
20. «Black Diamond» (концерт в Сантьяго, Чили, 1999)
21. «Infinite» (часть 4)
22. «Forever» (акустическая версия, Мадрид, Испания 1998)
23. Турне «Infinity» 2000 г.
24. «S.O.S» (концерт на открытом воздухе в Wacken, Германия, 2000)
25. «Infinity» (концерт в Лионе, Франция, 2000)
26. «Karjalan Kunnailla» (концерт в Токио, Япония, 1998)
27. Эпилог

### Клипы
1. «A Million Light Years Away»
2. «Black Diamond»
3. «S.O.S»
4. «Hunting High And Low»
5. «Hold On to Your Dream» (акустическая версия)
6. «The Kiss Of Judas»

### Дополнения
- DVD содержит запись выступления Sonata Arctica с песней «Black Diamond»
- диск содержит концертную запись Rhapsody

## Участники записи
- Тимо Котипелто — вокал
- Тимо Толкки — гитара
- Яри Кайнулайнен — бас-гитара
- Йенс Юханссон — клавишные
- Йорг Михаэль — барабаны